# La Fille du rang derrière
La Fille du rang derrière est un roman de Françoise Dorner publié le 3 mars 2004 aux éditions Albin Michel et ayant obtenu la même année le prix Goncourt du premier roman.

## Résumé
Il s'agit d'une femme délaissée par son époux après plusieurs années de mariage qui ont fini par faire entrer le morne quotidien dans leur amour. Elle décide alors de devenir une autre, de se dissimuler sous le costume d'une autre femme et dans l'obscurité d'une salle de cinéma, pour séduire à nouveau son mari, qui succombera à la tentation de cette inconnue. Mais bientôt, elle-même détestera cette autre femme. Se greffent d'autres problèmes plus anciens, et on obtient un roman court mais beau, érotique et drôle, désespéré et sensible.

## Éditions
- La Fille du rang derrière, éditions Albin Michel, 2004  (ISBN 978-2226150868).